# CF Sporting Mahonés
Club de Fútbol Sporting Mahonés byl španělský fotbalový klub sídlící ve městě Mahón na Baleárských ostrovech. Klub byl založen v roce 1974, zanikl v roce 2012 kvůli finančním problémům.
Své domácí zápasy hrál klub na stadionu Estadio Bintaufa s kapacitou 3 000 diváků.

## Umístění v jednotlivých sezonách
Legenda: Z – zápasy, V – výhry, R – remízy, P – porážky, VG – vstřelené góly, OG – obdržené góly, +/- – rozdíl skóre, B – body, červené podbarvení – sestup, zelené podbarvení – postup, světle fialové podbarvení – přesun do jiné soutěže
| Sezóny  | Liga                         | Úroveň | Z  | V  | R  | P  | VG | OG | +/- | B  | Pozice |
| ------- | ---------------------------- | ------ | -- | -- | -- | -- | -- | -- | --- | -- | ------ |
| 1977/78 | Tercera División – sk. III   | 4      | 38 | 13 | 7  | 18 | 48 | 72 | -24 | 33 | 14.    |
| 1978/79 | Tercera División – sk. III   | 4      | 38 | 16 | 5  | 17 | 41 | 46 | -5  | 37 | 11.    |
| 1979/80 | Tercera División – sk. VIII  | 4      | 38 | 19 | 7  | 12 | 58 | 40 | +18 | 45 | 5.     |
| 1980/81 | Tercera División – sk. XI    | 4      | 38 | 17 | 8  | 13 | 54 | 43 | +11 | 42 | 4.     |
| 1981/82 | Tercera División – sk. XI    | 4      | 38 | 20 | 4  | 14 | 65 | 49 | +16 | 44 | 4.     |
| 1982/83 | Tercera División – sk. XI    | 4      | 38 | 14 | 11 | 13 | 49 | 40 | +9  | 39 | 8.     |
| 1983/84 | Tercera División – sk. XI    | 4      | 38 | 19 | 10 | 9  | 62 | 38 | +24 | 48 | 6.     |
| 1984/85 | Tercera División – sk. XI    | 4      | 38 | 16 | 12 | 10 | 52 | 43 | +9  | 44 | 6.     |
| 1985/86 | Tercera División – sk. XI    | 4      | 38 | 19 | 10 | 9  | 61 | 34 | +27 | 48 | 4.     |
| 1986/87 | Tercera División – sk. XI    | 4      | 38 | 27 | 5  | 6  | 87 | 27 | +60 | 59 | 1.     |
| 1987/88 | Segunda División B – sk. II  | 3      | 38 | 12 | 11 | 15 | 39 | 52 | -13 | 35 | 14.    |
| 1988/89 | Segunda División B – sk. II  | 3      | 38 | 18 | 9  | 11 | 49 | 34 | +15 | 45 | 5.     |
| 1989/90 | Segunda División B – sk. IV  | 3      | 38 | 15 | 10 | 13 | 58 | 51 | +7  | 40 | 8.     |
| 1990/91 | Segunda División B – sk. IV  | 3      | 38 | 14 | 9  | 15 | 45 | 50 | -5  | 37 | 12.    |
| 1991/92 | Segunda División B – sk. II  | 3      | 38 | 12 | 11 | 15 | 35 | 45 | -10 | 35 | 12.    |
| 1992/93 | Segunda División B – sk. III | 3      | 38 | 8  | 9  | 21 | 35 | 65 | -30 | 25 | 19.    |
| 1993/94 | Tercera División – sk. XI    | 4      | …  | …  | …  | …  | …  | …  | …   | …  | 6.     |
| 1994/95 | Tercera División – sk. XI    | 4      | …  | …  | …  | …  | …  | …  | …   | …  | 10.    |
| 1995/96 | Tercera División – sk. XI    | 4      | …  | …  | …  | …  | …  | …  | …   | …  | 14.    |
| 1996/97 | Tercera División – sk. XI    | 4      | …  | …  | …  | …  | …  | …  | …   | …  | 10.    |
| 1997/98 | Tercera División – sk. XI    | 4      | …  | …  | …  | …  | …  | …  | …   | …  | 3.     |
| 1998/99 | Tercera División – sk. XI    | 4      | …  | …  | …  | …  | …  | …  | …   | …  | 11.    |
| 1999/00 | Tercera División – sk. XI    | 4      | 38 | 20 | 4  | 14 | 77 | 48 | +29 | 64 | 5.     |
| 2000/01 | Tercera División – sk. XI    | 4      | 38 | 12 | 8  | 18 | 53 | 65 | -12 | 44 | 14.    |
| 2001/02 | Tercera División – sk. XI    | 4      | 38 | 9  | 13 | 16 | 37 | 50 | -13 | 40 | 16.    |
| 2002/03 | Tercera División – sk. XI    | 4      | 38 | 12 | 8  | 18 | 44 | 53 | -9  | 44 | 14.    |
| 2003/04 | Tercera División – sk. XI    | 4      | 38 | 12 | 9  | 17 | 39 | 52 | -13 | 45 | 16.    |
| 2004/05 | Tercera División – sk. XI    | 4      | 38 | 20 | 11 | 7  | 57 | 31 | +26 | 71 | 4.     |
| 2005/06 | Tercera División – sk. XI    | 4      | 40 | 25 | 8  | 7  | 67 | 31 | +36 | 83 | 4.     |
| 2006/07 | Tercera División – sk. XI    | 4      | 38 | 11 | 14 | 13 | 36 | 46 | -10 | 47 | 13.    |
| 2007/08 | Tercera División – sk. XI    | 4      | 38 | 14 | 11 | 13 | 38 | 33 | +5  | 53 | 9.     |
| 2008/09 | Tercera División – sk. XI    | 4      | 38 | 20 | 15 | 3  | 72 | 27 | +45 | 75 | 2.     |
| 2009/10 | Segunda División B – sk. III | 3      | 38 | 10 | 15 | 13 | 36 | 43 | -7  | 45 | 14.    |
| 2010/11 | Segunda División B – sk. III | 3      | 38 | 12 | 9  | 17 | 35 | 54 | -19 | 45 | 15.    |
| 2011/12 | Segunda División B – sk. III | 3      | 38 | 5  | 4  | 29 | 13 | 75 | -62 | 16 | 20.    |